# 日本バプテスト宣教団
日本バプテスト宣教団（にほんバプテストせんきょうだん）は大阪府大阪狭山市に事務所を置く、プロテスタント福音派米国バプテストの団体。日本福音同盟に加盟している。以前は三重県津市に本部を置いていた。

## 沿革
- 1951年11月 アメリカ北米バプテスト総合宣教団 (NAB) が夫婦1組、女性3人を派遣して日本での宣教を始めた。
- 1953年 F.ミラーが派遣され三重県宇治山田市で伝道を開始した。
- 1954年 伊勢市で開拓を始める。
- 1978年 日本バプテスト宣教団を組織した。

## 特色
- 聖書主義とキリスト中心主義、浸礼（バプテスマ）、万人祭司主義、各個教会主義と会衆政治、政教分離の原則を持つ。伝統的なバプテストの教義を持っている。

## 主な牧師
- 村上久